# La Plaine GE
| GE ist das Kürzel für den Kanton Genf in der Schweiz. Es wird verwendet, um Verwechslungen mit anderen Einträgen des Namens La Plaine zu vermeiden. |

La Plaine ist eine Ortschaft in der Gemeinde Dardagny im Schweizer Kanton Genf. Sie liegt am rechten Ufer der Rhone bei der Einmündung des Allondon.

## Geschichte

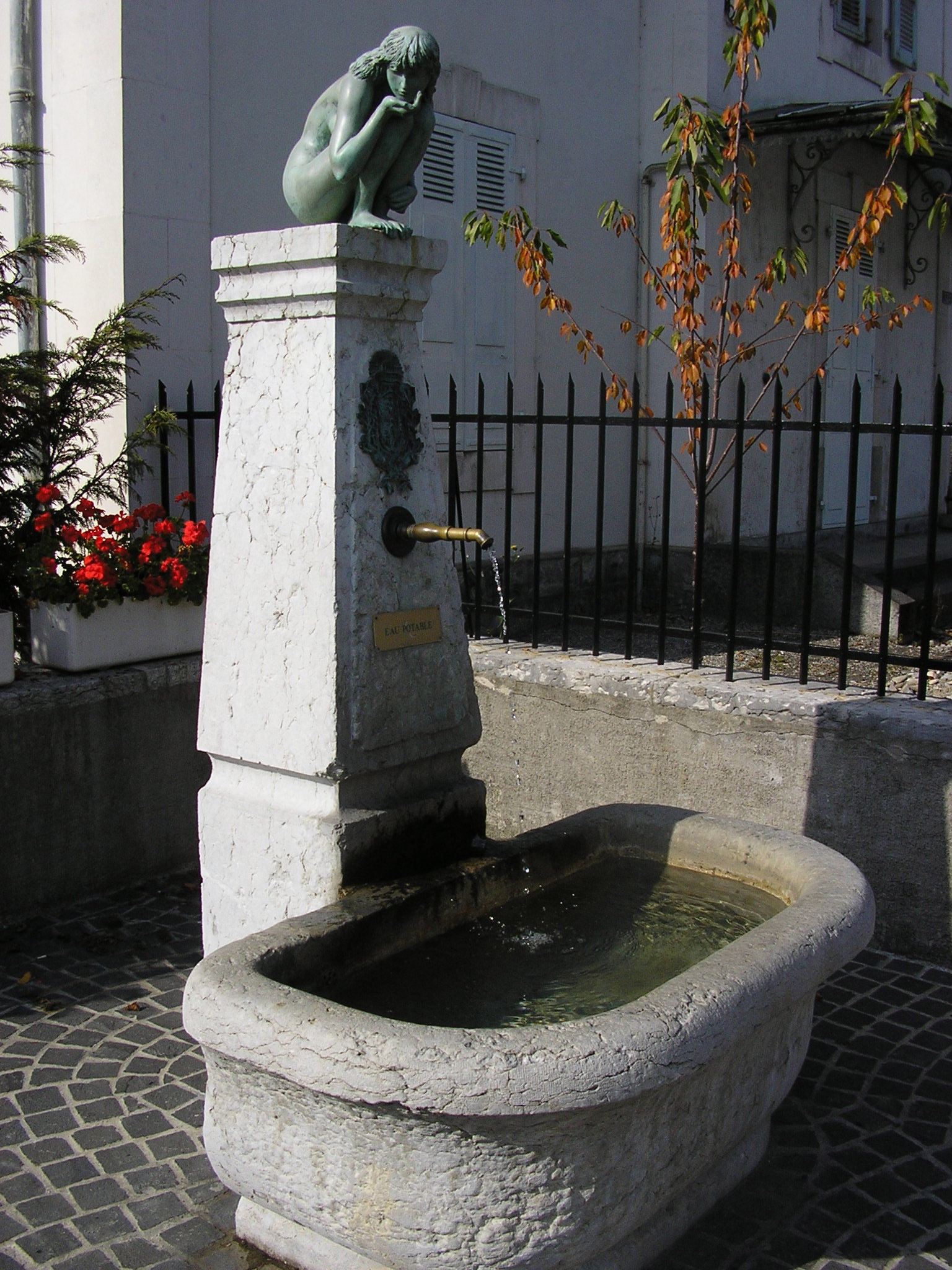
Fontaine in La Plaine, ein Werk Otto Bindschedlers.

Der Ort wurde 1321 als Planum erstmals erwähnt. Eine Mühle, die 1559 zerstört wurde, stand an der Einmündung des Allondon. Sie gehörte der Herrschaft Dardagny, gelangte 1794 an Private und wurde 1912 von den Moulins agricoles genevois aufgekauft. An einem Flussabschnitt bei Le Plan du Rhône befanden sich 1797 vier Häuser, eine Papiermühle und eine Hammerschmiede. Die Grenzbereinigungen im Rahmen des Pariser Vertrags 1749 führten zur Einrichtung eines Fährbetriebs, 1859 entstand eine Brücke.

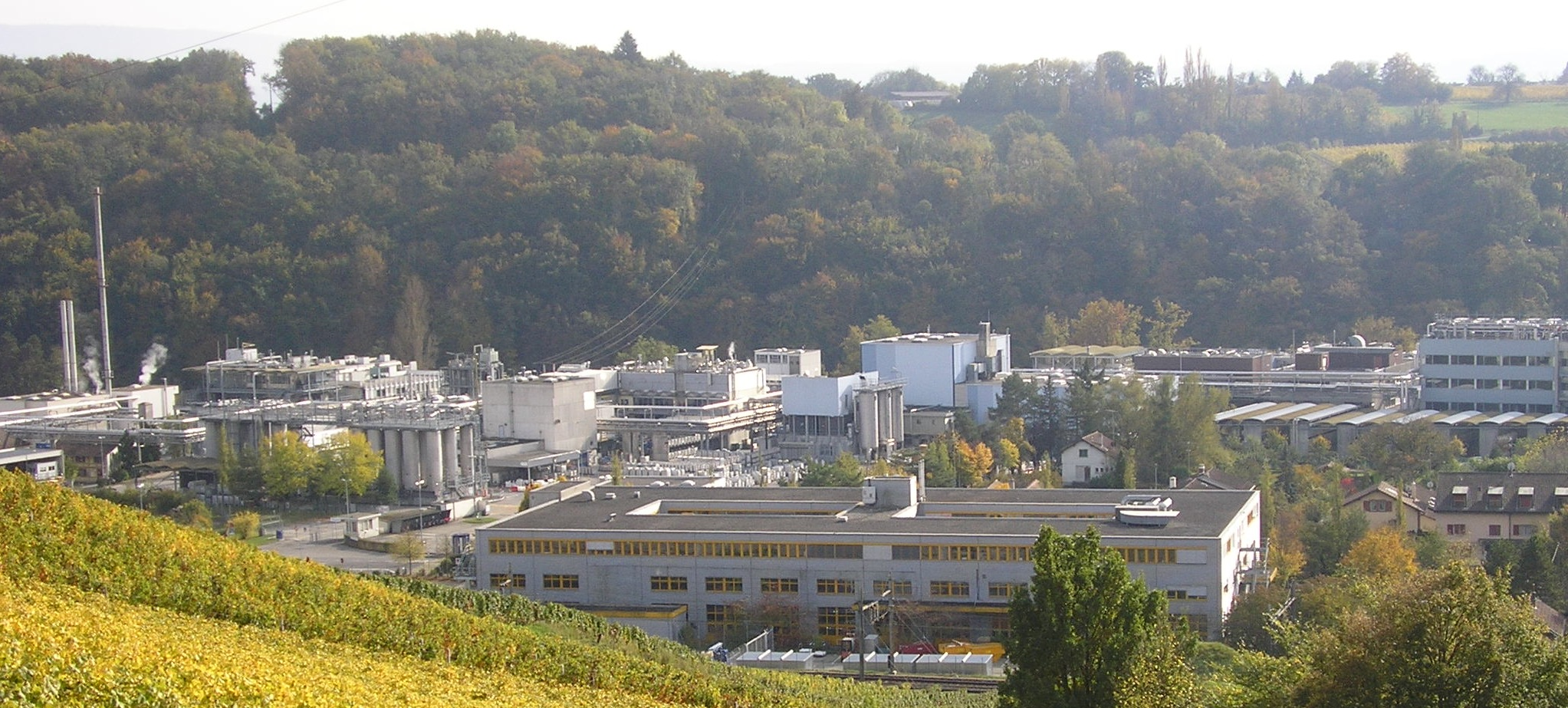
La Plaine ist Standort eines Werks der Firmenich-Gruppe.

Der Bahnhof von La Plaine an der Strecke Genf–Lyon wurde 1858 eingeweiht und setzte die industrielle Entwicklung des Orts in Gang. Die 1860 erbaute Chemiefabrik Rhône-Poulenc zählte bis zu 450 Angestellte. 1874 wurde eine Sekundarschule eröffnet, 1879 ein Kindergarten.
La Plaine gehörte zur Kirchgemeinde Dardagny und zur Pfarrei Russin-Dardagny, die 1889 gegründet worden war. Die katholische Kirche Saints-Pierre-et-Laurent stammt von 1890. 1938 kaufte Firmenich & Cie. das Fabrikgelände und baute eine bedeutende Chemiefirma auf.
1918 richtete das Rote Kreuz in La Plaine ein Lager für schwer verletzte Kriegsopfer ein. Als sich die Schweiz im Zweiten Weltkrieg befand, führte die Schweizer Armee 1945/46 im Ort ein Repatriierungslager. So waren hier Soldaten der faschistischen Division Azul interniert. Ihre Rückführung nach Spanien scheiterte 1945 am Widerstand von Demonstranten in Chambéry.
Ab 1983 entwickelte sich La Plaine zum Wohnort.

## Bevölkerung
| Jahr      | 1843 | 1903 | 1980 | 1990 | 2008 |
| Einwohner | 43   | 284  | 257  | 656  | 653  |

## Verkehr

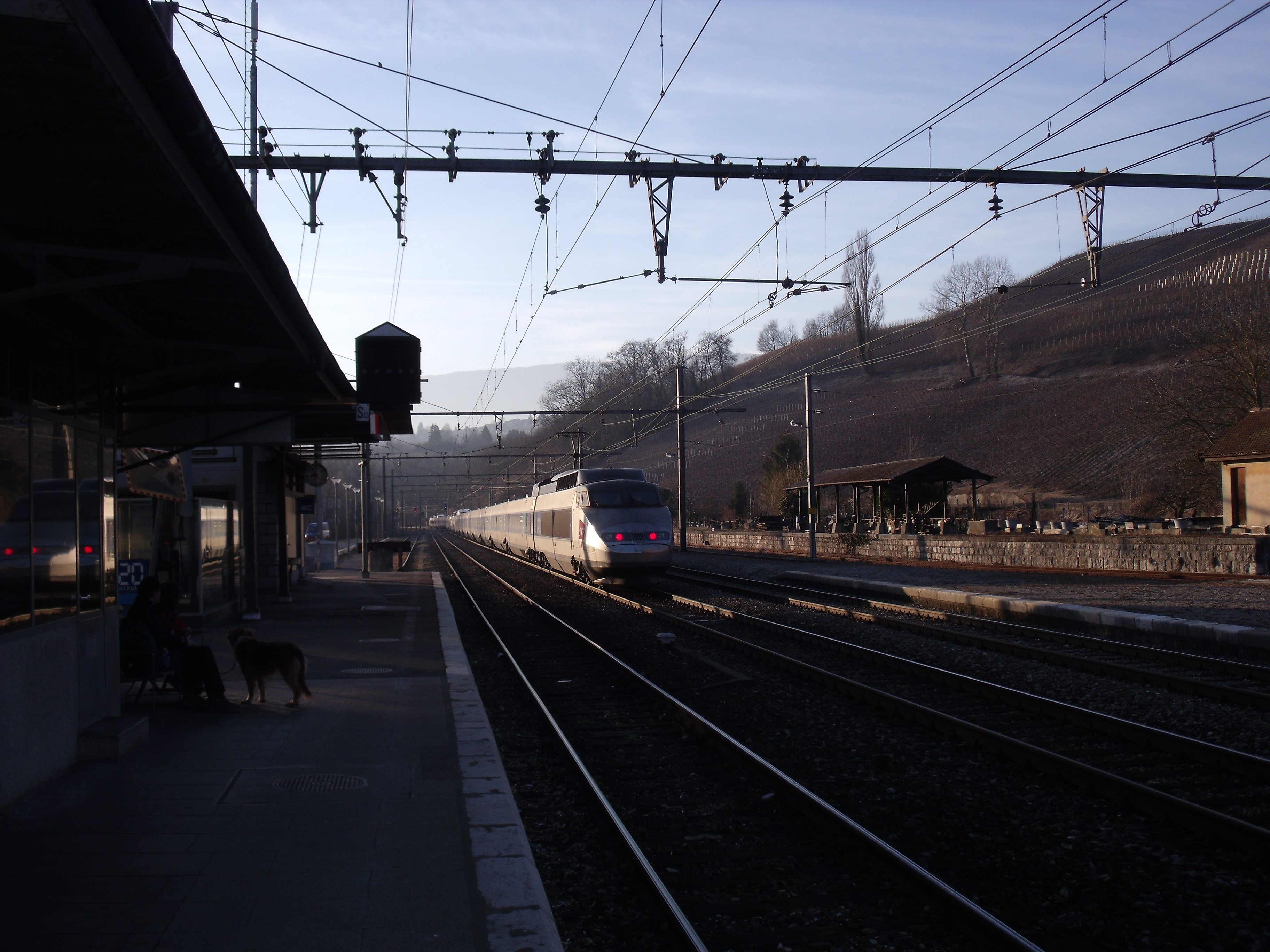
Bahnhof La Plaine mit einem durchfahrenden TGV Genf–Paris

In La Plaine befindet sich der westlichste Bahnhof der Schweiz. Er liegt an der Strecke Genf–Bellegarde (Ain). Das Teilstück von der Landesgrenze unweit von La Plaine nach Genf ist im Eigentum der Schweizerischen Bundesbahnen (SBB), der Abschnitt von der Grenze nach Bellegarde (Ain) gehört der französischen SNCF. Um den grenzüberschreitenden Verkehr nicht zu behindern, wird die ganze Strecke nach französischen Normen betrieben.
La Plaine wird halbstündlich von der Linie L5 des Léman Express, der S-Bahn im Grossraum Genf, bedient. Buslinien der Transports publics genevois (TPF) nach Dardagny, Viry, Sézegnin, Chancy und Challex dienen der Feinverteilung.